# Nyeme Costa
Nyeme Victória Alexandre Costa Nunes (Barra do Corda, 11 de outubro de 1998) é uma voleibolista indoor brasileira, atuante na posição líbero, com marca de alcance de 297 cm no ataque e 280 cm no bloqueio, que atuando pela Seleção Brasileira. Conquistou as medalhas de ouro no Campeonato Sul-Americano Sub-20 de 2016 no Brasil, e integrando a seleção principal, conquistou as medalhas de prata na Liga das Nações de 2021 e 2022, a prata no Mundial de 2022 e o bronze nos Jogos Olímpicos de 2024.

## Carreira

### Início
Ela iniciou na modalidade por influência de sua mãe, Nívea praticante de voleibol assídua, chegou a competir em sua localidade com sete meses de gestação quando trazia a Nyeme em seu ventre. Já seu pai, Nélio, atuou com técnico de voleibol. O sonho de Nyeme chegar a uma carreira profissional foi incentivado por uma amiga, que lhe deu boas referências, e assim surgiu a oportunidade de representar o Colégio Upaon-Açu em São Luís, sob o comando do professor André Fernandes. Ela destacou-se no triunfo dos Jogos Escolares Maranhenses (JEMs) em 2012 na categoria infantil e foi premiada como atleta destaque da modalidade, classificou o colégio para Jogos Escolares da Juventude, quando sagrou-se vice-campeã e uma das melhores jogadoras da categoria.
Tempos depois, integrou a seleção maranhense conquistando o vice-campeonato do Campeonato Brasileiro de Seleções Sub-19 de 2015, e mais tarde as categorias de base da seleção brasileira. Salienta-se que ela iniciou a carreira como ponteira, mas após não atingir maior estatura migrou para função de líbero.

### CEMAR
Aos 13 anos de idade começa a treinar no Maranhão/CEMAR. Com 15 anos estava no elenco que disputou a Superliga Brasileira A, mas devido a pouca idade não disputou uma partida.

### Barueri Volleyball e Bradesco
Ainda adolescente, ela foi aconselhada a mudar para São Paulo para atuar nas categorias de base dos clubes paulistas. Mesmo com a resistência inicial do pai, ela se mudou e passou a morar em um alojamento com outras meninas. Na temporada de 2014 foi convidada para jogar no Barueri e em seguida no Bradesco, sendo campeã estadual nas categorias Sub-19 e Sub-21.

### São Paulo-Barueri
Na temporada 2019-20 integrou o elenco do São Paulo/Barueri, jogando pela primeira vez na categoria adulta, e sagrou-se campeã do Campeonato Paulista de 2019.

### SESI-Vôlei Bauru
Na temporada 2021-22 jogou pelo Sesi/Vôlei Bauru.

### Minas
Entre 2022 e 2024, a líbero atuou pelo Minas Tênis Clube, onde conquistou a Superliga de 2023/24.

## Clubes
| Clube                | País   | De   | Até  |
| -------------------- | ------ | ---- | ---- |
| Maranhão Volei/CTGM  | Brasil | 2013 | 2014 |
| ADC Bradesco         | Brasil | 2016 | 2019 |
| São Paulo FC/Barueri | Brasil | 2019 | 2021 |
| Sesi/Vôlei Bauru     | Brasil | 2021 | 2022 |
| Gerdau Minas         | Brasil | 2022 | 2024 |

## Seleção de Base
Em 2015 é convocada para o Campeonato Mundial Sub-18 em Lima, ocasião que o time finalizou na décima primeira posição.
Em 2016 disputou o Campeonato Sul-Americano Sub-20 em Uberaba conquistando a medalha de ouroqualificando o país para o Mundial Sub-20 de 2017 sediado no México, no qual também esteve e já atuando como líbero, destacou-se, obteve o quinto lugar e premiada como a melhor líbero do torneio.

## Seleção Principal
Nyeme Costa foi convocada pela primeira vez para a seleção principal em 2021. As vésperas da Olimpíada de Tóquio, foi convocada pelo técnico José Roberto Guimarães pra disputar a Liga das Nações de 2021 em Rimini, e sagrou-se medalhista de prata.
Em 15 de outubro de 2022, Nyeme tornou-se vice-campeã com Brasil após perder a final do Campeonato Mundial 2022 para a Sérvia por 3 sets a 0, em Apeldoorn, na Holanda.
Em 2023, fez parte da equipe brasileira que foi ao Sul-Americano e ao Pré-Olímpico de vôlei. 
Em 2024, ela se consolidou como titular na Liga das Nações e assim foi convocada para a seleção para disputar os Jogos Olímpicos de Paris, sendo a única nordestina de toda a delegação brasileira. Titular, ela ajudou o país a conquistar a medalha de bronze.

## Vida pessoal
Após os Jogos Olímpicos de Paris, Nyeme deu uma pausa na carreira para ser mãe.

## Títulos e resultados
- Super Liga Brasileira A: 2023-24
- Campeonato Sul Americano de Clubes: 2024
- Copa Brasil: 2024
- Supercopa: 2023
- Campeonato Mineiro: 2023
- Copa Brasil: 2023
- Super Liga Brasileira A: 2022-23
- Campeonato Mineiro: 2022
- Copa Brasil:2022[17]
- Campeonato Paulista: 2019
- Campeonato Brasileiro de Seleções Estaduais: 2015
- Olimpíadas Estudantis: 2012
- Jogos Escolares Maranhense: 2012

### Pela Seleção Brasileira Adulta
- Jogos Olímpicos 2024
- Campeonato Sul Americano 2023
- Campeonato Mundial 2022
- Liga das Nações 2021

## Premiações individuais
- Melhor Líbero da Super Liga Brasileira A de 2022-23
- Melhor Líbero do Campeonato Mundial Sub-20 de 2017